# Ulvøya (Oslo)
Ulvøya – wyspa w Oslo, między Oslofjorden i Bunnefjorden, na wschód od wyspy Malmøya. Ze stałym lądem połączony jest mostem Ulvøybrua. Powierzchnia wyspy wynosi 0,3 km². Oddalona jest ona o 5 km od śródmieścia Oslo.